# ورزشگاه لیبنائور
ورزشگاه لیبنائور (آلمانی: Liebenauer Stadium) یا ورزشگاه مرکور آرنا یک ورزشگاه فوتبال در گراتس، اتریش است.
این ورزشگاه که در سال ۱۹۹۷ تأسیس شده دارای ۱۶٬۳۶۴ نفر ظرفیت است.

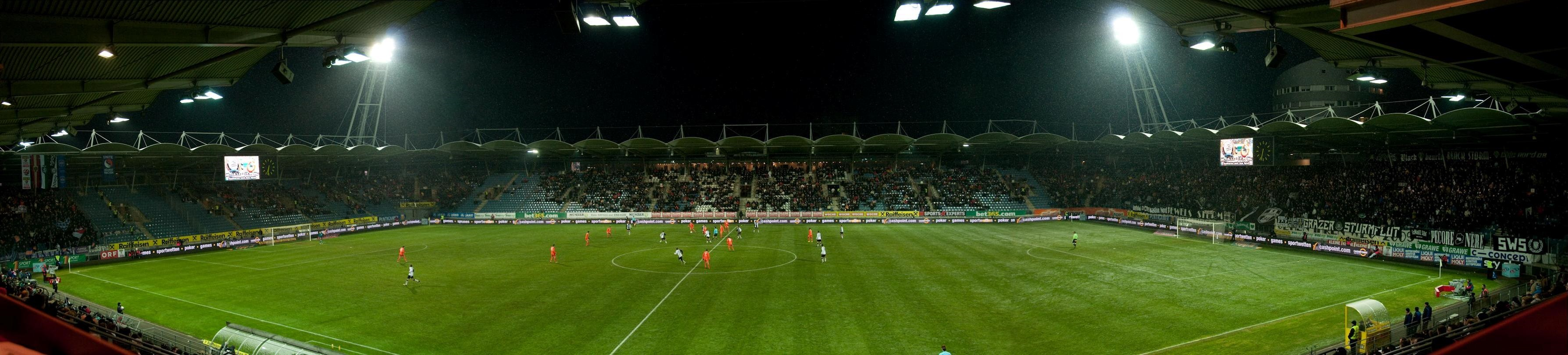
Panorama of the Arena